# Batalla d'Ayacucho
La batalla d'Ayacucho fou una de les batalles de les Guerres d'independència hispanoamericanes

## Antecedents
El moviment independentista va enfortir-se, aprofitant la inestabilitat política espanyola durant el Trienni Liberal.

## Batalla
La batalla es va desenvolupar a la Pampa de la Quinua o Ayacucho, al Perú, el 9 de desembre de 1824.

## Conseqüències
Aquesta batalla va ser l'últim gran enfrontament terrestre de les guerres d'independència iberoamericanes (1809-1826) i va suposar el final definitiu del domini espanyol a l'Amèrica del Sud. La victòria dels independentistes va suposar la independència del Perú, i el final per tant, del virregnat del Perú. El reconeixement per part d'Espanya d'aquesta independència es va produir amb el Tractat de París el 14 d'agost de 1879.